# Paul Höffer
Pour les articles homonymes, voir Höfer et Hoffer.
Paul Höffer, né le 21 décembre 1895 à Barmen (Empire allemand) et mort le 31 août 1949 à Berlin (Allemagne), est un compositeur allemand.